# Rio Boul Mic
O Rio Boul Mic é um rio da Romênia afluente do Rio Boul, localizado no distrito de Suceava.